# Edin Ibrahimović (Volleyballspieler)
Edin Ibrahimović (* 11. Juli 1998 in Wien) ist ein österreichischer Volleyballnationalspieler.

## Karriere
Ibrahimović begann seine Karriere im Alter von zehn Jahren im Nachwuchs der Hotvolleys Wien. In der Saison 2017/18 spielte er bei SK Aich/Dob. Anschließend ging er in die USA, um am Menlo College zu studieren. Im Mai 2019 gab der Außenangreifer sein Debüt in der österreichischen Nationalmannschaft. Mit dem Nationalteam nahm er auch an der Europameisterschaft 2019 teil. In der Saison 2023/24 gewann Ibrahimović  mit dem schwedischen Verein Hylte/Halmstad VBK den nationalen Pokal und die Meisterschaft. 2024 wurde er vom Erstligisten VC Bitterfeld-Wolfen verpflichtet.

## Privates
Edin Ibrahimović ist ein Cousin dritten Grades von Fußballspieler Zlatan Ibrahimović.